# Spermophorides petraea
Spermophorides petraea is een spinnensoort uit de familie trilspinnen (Pholcidae). De soort komt voor in Spanje.